# トーマス・ジェファーソン・ハウエル

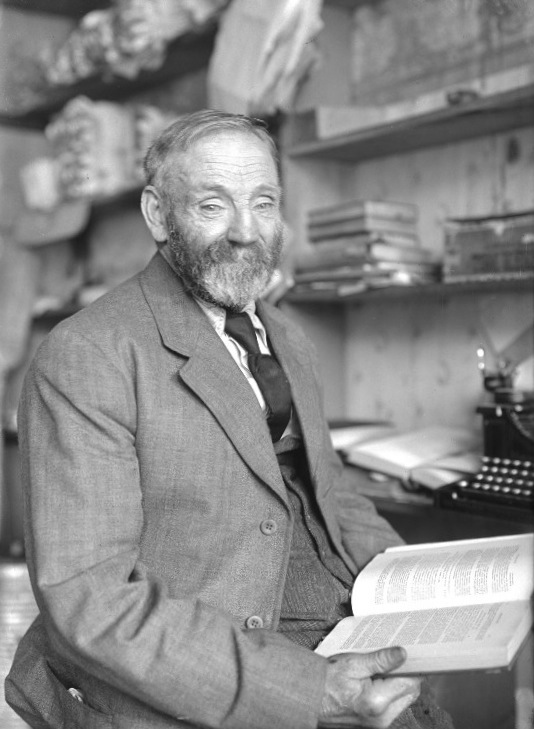
トーマス・ジェファーソン・ハウエル

トーマス・ジェファーソン・ハウエル（Thomas Jefferson Howell、1842年10月8日 – 1912年12月3日）は、アメリカ合衆国のアマチュア植物学者である。暖帯多雨林地域であるアメリカ太平洋岸北西部の植物の研究をした植物学者として、サクスドルフ（Wilhelm Nikolaus Suksdorf）やキュジック（William Conklin Cusick）とともに知られている。

## 略歴
ミズーリ州のクーパー郡に生まれた。アメリカ西部への移住を進める法律（Donation Land Claim Act）のもとで、両親と四人の兄弟と1850年に西部に移住し、1854年にオレゴン州のコロンビア川の中洲のソービ島に移った。トーマスは6ヶ月学校に行っただけで後は独学で学んだ。父親は医者でラテン語と科学を教えたが、家族がソービ島からクラカマス川の河畔に農園を開く間も自宅で学んだ。何年かポートランドで食料品店を経営し、1873年からソービ島で最初の郵便局長になった。その後オーク・グローブの郵便局長も務めた。
オレゴン州に移ってすぐ、トーマスと弟のジョセフは植物学に興味を持ち、彼らが見つけた水草をハーバード大学のエイサ・グレイに送り、グレイはこれにHowellia aquatilisの名をつけて記載した。1877年から標本館を作り、2152種の標本を集めた。ハウエルの標本は多くのアメリカの標本館やヨーロッパに送られた。1881年に地域の植物の一覧を発表した。1897年から1903年にかけて『北西アメリカの植物』（"A Flora of Northwest America: Containing brief descriptions of all the known indigenous and naturalized plants growing without cultivation north of California, west of Utah, and south of British Columbia"）を発表した。資金不足からタイプを借り、手綴りの原稿をポートランドに出版のため運んだ。この著作はオレゴン州とワシントン州の植物に関する著作の中で最も包括的なリストであった。
アブラナ科のBoechera howelliiなど30以上の植物の種の学名がハウエルに献名されている。